# Amatitlán (municipalité)
Pour l’article homonyme, voir Amatitlán.
La municipalité d'Amatitlán est l'une des 212 municipalités de l'État de Veracruz, et est située dans la partie sud-est de cet État, au Mexique. Celle-ci se trouve dans le golfe du Mexique, en retrait de la côte. Inscrite dans la plaine côtière, elle appartient au bassin du fleuve Río Papaloapan, et s'étend de part et d'autre de ce fleuve. Son chef-lieu est la ville éponyme d'Amatitlán. Cette municipalité dépend de la région administrative de Papaloapan, qui une des 10 subdivisions administratives de l'État de Veracruz.

## Géographie
La municipalité d'Amatitlán s'étire du sud-est au nord ouest de part et d'autre du fleuve Río Papaloapan. La rivière Guacimal, affluente du Río Papaloapan, forme sa limite sud, tandis que la rivière Tesechoacán correspond pour partie à sa limite orientale. La rive est du Río Papaloapan comprend plusieurs lacs, tels que les lacs El Jolote, El Sapo et Varas Prietas. Son chef-lieu est la ville d'Amatitlán, qui se situe dans la partie sud-ouest de son territoire, sur la rive occidentale du Río Papaloapan. Son territoire couvre une superficie de 135 km2, et était peuplé en 2010 de 7487 habitants, pour une densité de 55,5 habitants par km2.
La municipalité est limitrophe au nord-est de celle de Tlacotalpan, au nord-ouest de celle d'Acula, à l'ouest de celle d'Ixmatlahuacan, au sud de celles de Carlos A. Carrillo, de José Azueta et d'Isla.

## Composition et démographie
La municipalité était composée en 2010 de 31 localités, dont aucune n'était considérée comme urbaine, toutes étant rurales.
| Localité                  | Population |
| ------------------------- | ---------- |
| El Corte                  | 2126       |
| Amatitlán                 | 1251       |
| Dos Bocas                 | 1091       |
| Rancho Nuevo (Los Cerros) | 483        |
| El Mulato                 | 304        |
| Reste des localités       | 2232       |
| Total population          | 7487       |

En plus de l'espagnol, plusieurs langues amérindiennes sont parlées dans la municipalité, dont la principale est le mazatèque.

## Histoire
La ville d'Amatitlán est fondée en 1536 sous le nom d'Amatlán.
L'église paroissiale San Pedro est fondée en 1748.
La municipalité de San Pedro de Amatlán est créée en 1831, et change de nom en 1938, pour devenir Amatitlán.

## Économie

### Agriculture et élevage
La superficie des parcelles semées représentait, en 2015 une surface totale de 5310,1 hectares, parmi lesquels 4986,8 hectares étaient voués à la culture de la canne à sucre, 239 hectares étaient voués à la culture du maïs, et 35,4 hectares voués à la production de graines de canne à sucre.
En 2015, la production de viande par tonnes comprenait 681,4 tonnes de viande bovine, 50 tonnes de viande porcine, 7,1 tonnes de viande ovine, 24,5 tonnes de volailles, et 2,1 tonnes de dinde. La superficie vouée à l'élevage représentait alors 7576,8 hectares.